# Miljøpartiet De Grønne (Norge)
 Der er for få eller ingen kildehenvisninger i denne artikel, hvilket er et problem. Du kan hjælpe ved at angive troværdige kilder til de påstande, som fremføres i artiklen.

 Ikke at forveksle med Miljöpartiet de Gröna.
Miljøpartiet De Grønne (MDG) er et norsk politisk parti, tilsluttet De Europæiske Grønne og Global Greens. Ved Stortingsvalget i 2013 i Norge opnåede MDG 2,8% af stemmerne og fik et mandat i Stortinget, Rasmus Hansson fra Oslo. I flere meningsmålinger inden valget partiet var tilbøjelige til at ende op over tærsklen for sæder på 4,0%, hvilket ville have givet dem betydeligt flere sæder. Partiet havde tidligere størst tilslutning ved kommunalvalg i 1987, men har ved tidligere stortingsvalg højst opnået 0,4% tilslutning.

## Historie
Miljøpartiet De Grønne blev stiftet i oktober 1988 efter forhandlinger mellem flere lokale partilister, hvoraf nogle allerede brugte navnet De Grønne. I Halden havde De Grønne, under ledelse af Håkon Stang, fået valgt fire repræsentanter i bystyret i 1987. I Kristiansand havde By- og Miljøvern-listen fået valgt seks. Bymiljølista i Fredrikstad havde fire mandater, og De Grønne i Akershus havde et enkelt mandat i fylkestinget.
Bymiljølista forlod partiet i 1990, mens de øvrige lister efterhånden tog navnet MDG, udarbejdede et fælles program og valgte en national ledelse.

## Idegrundlag
Partiet bygger på grøn ideologi og baserer sig på de fire solidariteter:
- Solidaritet med naturen
- Solidaritet med undertrykte og udstøtte i eget land
- Solidaritet med folk i andre dele af verden
- Solidaritet med fremtidige generationer.

Af inspirationskilder for den grønne ideologi regnes både Arne Næss' økofilosofi og Mahatma Gandhis ikkevolds-tænkning. Også socialøkologisk tænkning, og europæisk og international grøn tænkning repræsenteret ved blandt andet Petra Kelly, Philippe Van Parijs, Vandana Shiva og Per Gahrton har inspireret de norske grønne. 
De grønne partier har haft, og har, nær tilknytning til miljøbevægelsen, men grøn politik omfatter mere end bare traditionel natur- og miljøbeskyttelse. 1960ernes anti-autoritære strømninger er en vigtig del af de grønne partiers forhistorie, og undervejs har de grønne strømninger ladet sig inspirere af mange andre små og store politiske strømninger, blandt andet anarkismen, ikkevoldstradition og feminisme . 
I lighed med andre grønne partier har Miljøpartiet De Grønne normalt samarbejdet med partierne på venstresiden i politikken.

## Partistruktur
MDG har ikke den traditionelle partistruktur med partileder, næstformand og centralstyre. Partiet ledes i stedet af et landsstyre på fem eller syv personer, hvoraf to personer (normalt en mand og en kvinde) bliver valgt som talspersoner for landsstyret (og partiet). Partiet har landsmøde hvert år i foråret, og alle centrale tillidshverv er på valg hvert år. 

## Nationalt
Partiet har været landsdækkende siden 29. oktober 1988 og har deltaget ved alle stortingsvalg siden da. Ved 1997 stillede partiet liste i alle landets fylker for første gang til et stortingsvalg. 

## Lokalt
Miljøpartiet De Grønne har aldrig fået så mange mandater, som de fik i 1987, men har stadig2009 repræsentation i bystyrerne i fem kommuner. 

## Internationalt
Miljøpartiet De Grønne har 32 søsterpartier i Europa og var med til at oprette sammenslutningen Federation of European Greens. Denne føderation blev i 2004 omdannet til et parti (i tråd med EUs omlægning af national politik) og omdøbt til European Greens.

## Ungdomsorganisation
Miljøpartiet De Grønnes ungdomsorganisation hedder Grønn Ungdom og så dagens lys i 1989, to år efter partiet blev oprettet. Grønn Ungdom er for politisk engagerede unge i alderen 13-25 år. 
Ungdomsorganisationen har, som moderpartiet, landsmøde hvert år.